# Perfecto

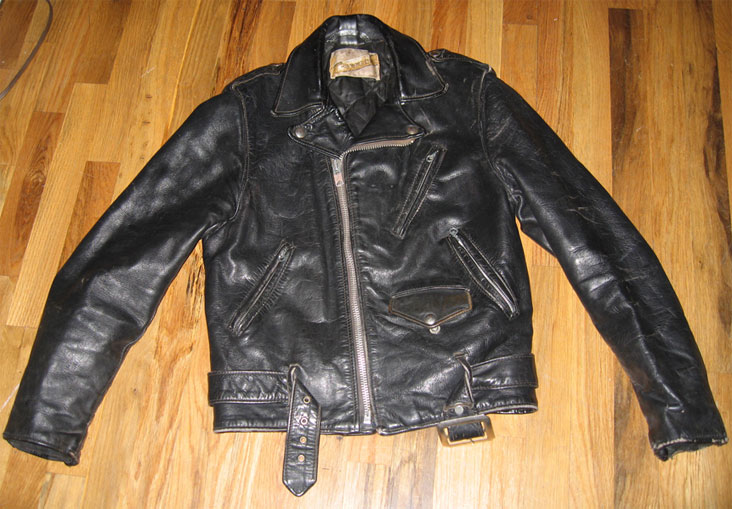
Eine getragene Schott Perfecto aus den 1970er-Jahren, Modellreihe 613

Die Perfecto (auch Schott Perfecto) ist eine Lederjacke, die im Jahr 1928 als Schutzkleidung für Motorradfahrer vom US-amerikanischen, in New York City ansässigen Hersteller Schott N.Y.C. vorgestellt wurde. Die Jacke war bei ihrer Markteinführung die erste Motorradjacke dieser Art. Das fast ausschließlich in Nappaleder und hauptsächlich in einfarbig Schwarz erhältliche Modell wird bis in die Gegenwart hergestellt. Schnitt und Ausstattung der Jacke wurden seit ihrer Markteinführung nur geringfügig verändert. Von der Perfecto existieren zahlreiche Kopien anderer Hersteller in unterschiedlichen Ähnlichkeitsgraden.
Durch prominente Träger insbesondere unter (US-)Filmschauspielern und Rockmusikern erlangte die Perfecto seit den 1950er-Jahren internationale Bekanntheit. Durch ihre Verbreitung und Beliebtheit wurde sie zu einer Ikone der Popkultur. Die Perfecto-Lederjacke kann ähnlich wie die ebenfalls in den USA entwickelten populären Kleidungsstücke Jeans und Sneakers den Americana zugerechnet werden.

## Geschichte
Firmengründer Irving Schott entwarf die Perfecto im Jahr 1928 für einen Harley-Davidson-Großhändler auf Long Island im US-Bundesstaat New York. Das Modell soll die erste Jacke gewesen sein, die mit einem Reißverschluss geschlossen werden kann. Schott benannte die Jacke nach dem Markennamen seiner kubanischen Lieblings-Zigarre Perfecto. Die ersten Modelle wurden zum Einzelhandelspreis von 5,50 US-Dollar verkauft (inflationsbereinigt ca. 92,50 Dollar, Stand März 2022).

## Ausstattung
Das Obermaterial des Modells Perfecto ist durchgehend glatt gegerbtes, gefärbtes Büffelleder (englisch: steerhide) oder Pferdeleder (engl.: horsehide). Das an Rumpf und Ärmeln durchgehende, einfarbige Seiden- oder Nylon-Innenfutter der Jacke ist abgesteppt wattiert. Sämtliche Verschlüsse des Modells – Reißverschlüsse, Druckknöpfe, Gürtelschnalle und -ösen – bestehen aus unlackiertem, silberfarbenem Metall.
Perfecto-Lederjacken sind hüftlang geschnitten. Die Jacken werden vorne mit einem robusten Reißverschluss geschlossen, der vom unteren Saum bis in die Spitze des linken Jackenaufschlags reicht. Der Reißverschluss ist in der vertikalen Achse des Rumpfes leicht zur rechten Seite versetzt; durch die einander mehrere Zentimeter breit überlappenden Rumpf-Vorderteile entsteht bei geschlossener Jacke ein Windabweiser (engl.: storm flap), der Motorradfahrer vor Fahrtwind schützt. Als zusätzlicher Verschluss dient ein etwa fünf Zentimeter breiter, durch mehrere Schlaufen umlaufender Gürtel am unteren Saum, der vorne mit einer Schnalle geschlossen wird. Beide Jackenaufschläge können bis zum Ansatz des Kentkragens übereinandergelegt und geschlossen werden. Im offenen und halboffenen Zustand der Jacke können die Spitzen von Aufschlägen und Kragen mit Druckknöpfen am Rumpf der Jacke befestigt werden, um deren Flattern im Fahrtwind zu verhindern. Ebenfalls mit Reißverschlüssen ausgestattet sind die unteren Abschlüsse beider Ärmel; auch dies soll ein Eindringen von Fahrtwind minimieren. Durch diese regulierbare Verengung der Ärmelsäume kann die Jacke mit Stulpenhandschuhen getragen werden.

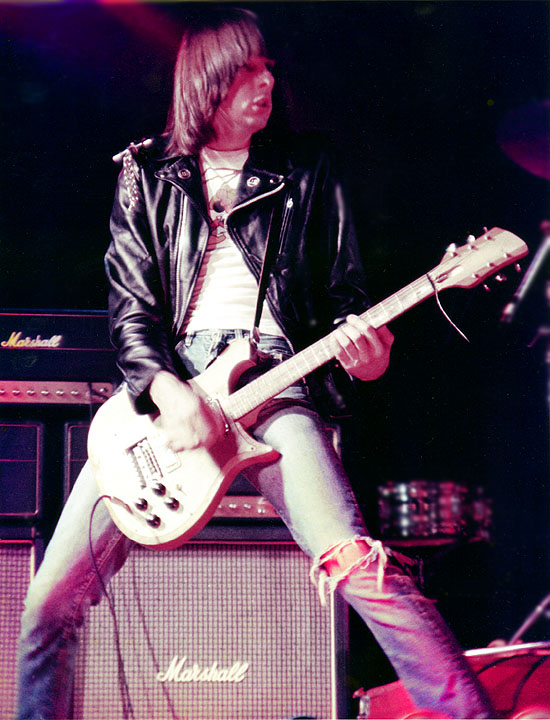
Johnny Ramone, Gitarrist der US-Punk-Band Ramones, in Perfecto-Lederjacke bei einem Bühnenauftritt der Gruppe im Jahr 1977

Die Perfecto ist auf der Rumpf-Vorderseite mit insgesamt fünf Taschen – vier Außen- und eine Innentasche – ausgestattet. Je eine eingelassene, mit Reißverschluss versehene Einstecktasche außen rechts und links des Verschlusses dient dem Wärmen der Hände. Eine dritte Einstecktasche, außen links auf Brusthöhe, mit schräg angebrachter Öffnung und ebenfalls mit Reißverschluss versehen, kann für die Aufbewahrung stets griffbereiter Gegenstände wie zum Beispiel Führerschein und Fahrzeugpapiere genutzt werden. Die vierte und kleinste Außentasche, links auf Bauchhöhe ins Obermaterial eingelassen und mit einer knöpfbaren Klappe verschließbar, ist für die Unterbringung von Kleinteilen wie beispielsweise einem Zündschlüssel geeignet. Auf der linken Brustseite hat die Perfecto eine ins Jackenfutter eingelassene Innentasche.
Als Dekoration sind Perfecto-Lederjacken mit Schulterklappen versehen, die mit jeweils einem Druckknopf geschlossen werden.

## Soziokulturelle Bedeutung
Der amerikanische Schauspieler Marlon Brando trug eine Perfecto im Jahr 1953 im Spielfilm Der Wilde in seiner Hauptrolle als Johnny Strabler, Anführer einer Gruppe jugendlicher Motorradfahrer. Damit leistete Brando einen wesentlichen Beitrag zu Verbreitung, Popularität und Image der Schott Perfecto als Ausdruck von jugendlicher Unangepasstheit und Rebellion. Seitdem ist mit der Perfecto unter anderem das Image des Motorrad-Rockers verbunden. Eine Musikgruppe, die seit den 1970er-Jahren wesentlich zur Popularität des Jackenmodells in Rockmusik-Kreisen beitrug, ist die New Yorker Punk-Band Ramones. Die Gruppe benutzte Perfecto-Lederjacken als eines ihrer Markenzeichen.